# Stazione meteorologica di Campodolcino
La stazione meteorologica di Campodolcino è la stazione meteorologica di riferimento relativa alla località di Campodolcino.

## Coordinate geografiche
La stazione meteorologica è situata nell'Italia nord-occidentale, in Lombardia, in provincia di Sondrio, nel comune di Campodolcino, a 1.104 metri s.l.m. e alle coordinate geografiche 46°24′N 9°21′E.

## Dati climatologici
Secondo i dati medi del trentennio 1961-1990, la temperatura media del mese più freddo, gennaio, si attesta ai -1,1 °C, mentre quella del mese più caldo, luglio, è di +15,6 °C .
| Campodolcino       | Mesi | Mesi | Mesi | Mesi | Mesi | Mesi | Mesi | Mesi | Mesi | Mesi | Mesi | Mesi | Stagioni | Stagioni | Stagioni | Stagioni | Anno |
| Campodolcino       | Gen  | Feb  | Mar  | Apr  | Mag  | Giu  | Lug  | Ago  | Set  | Ott  | Nov  | Dic  | Inv      | Pri      | Est      | Aut      | Anno |
| ------------------ | ---- | ---- | ---- | ---- | ---- | ---- | ---- | ---- | ---- | ---- | ---- | ---- | -------- | -------- | -------- | -------- | ---- |
| T. max. media (°C) | 2,2  | 3,4  | 6,7  | 10,3 | 14,4 | 18,6 | 20,3 | 19,3 | 15,9 | 10,5 | 5,9  | 2,8  | 2,8      | 10,5     | 19,4     | 10,8     | 10,9 |
| T. min. media (°C) | −4,4 | −3,7 | −1,2 | 2,4  | 5,9  | 9,1  | 11,0 | 10,7 | 8,5  | 4,0  | 0,0  | −3,1 | −3,7     | 2,4      | 10,3     | 4,2      | 3,3  |